# Alfonso Basallo
Alfonso Basallo Fuentes (Zaragoza, 1957) es periodista y escritor español.

## Formación y desarrollo profesional
Es doctor en Comunicación por la Universidad CEU San Pablo.  Estudió la licenciatura de Periodismo en la Universidad de Navarra.
A lo largo de su carrera ha participado en los comienzos o la dirección de destacados medios de comunicación. Participó en la fundación del diario El Mundo, fue director de la revista política Época y del diario digital Actuall. Ha sido contertulio de programas televisivos como El gato al agua y Dando caña de Intereconomía TV, Telemadrid y 13 TV. Es coordinador editorial de Nueva Revista, editada por la Universidad Internacional de La Rioja (UNIR).
Es autor de varios  libros como “El prisionero de Annual” publicado por Planeta en 2021, “2001: la odisea del cine” (Espasa Calpe, 2000); "Julián Marías, crítico de cine" (Fórcola, 2016), "La glorieta de Dante" (Temas de Hoy, 1994). Junto con Teresa Díez ha escrito "Pijama para dos" (Planeta, 2013), "Manzana para dos: la historia de Adán, Eva y el matrimonio" (Planeta, 2015).
Fue profesor de Géneros y Estilos en el Periodismo impreso en el CEU y Profesor de Redacción Periodística en el Centro Universitario Villanueva.